# Lajos Pósa
Pour l'article homonyme, voir Lajos Pósa (mathématicien) (en).
Dans le nom hongrois Pósa Lajos, le nom de famille précède le prénom, mais cet article utilise l’ordre habituel en français Lajos Pósa, où le prénom précède le nom.
Lajos Pósa ([ˈlɒjoʃ], [ˈpoːʃɒ]), né le 9 avril 1850 à Radnót et décédé le 9 juillet 1914 à Budapest, était un écrivain pour enfants hongrois. 